# Marek Eremita
Marek Eremita (zm. po 430) – wczesnochrześcijański pisarz i teolog.
Początkowo był przełożonym klasztoru w Ancyrze, później poświęcił się życiu pustelniczemu na Pustyni Judzkiej. Jego zachowana twórczość obejmuje siedem Rozpraw praktyczno-ascetycznych oraz dwa traktaty dogmatyczno-polemiczne: O Melchizedeku (De Melchisedech) i Przeciw nestorianom.